# Павлово-Посадский историко-художественный музей
Па́влово-Поса́дский исто́рико-худо́жественный музе́й  — краеведческий музей, посвящённый изучению истории Вохонского края с древнейших времён до настоящего времени. Музей был открыт 5 ноября 1971 года, расположен в центре Павловского Посада и находится в ведении администрации городского округа.

## История
У истоков краеведения на территории Павлово-Посадской земли стоял, в частности, В. Д. Розанов, основатель первой публичной общедоступной библиотеки в Павловском Посаде в 1913 году. Его дело по изучению и сохранению истории своей малой родины продолжили С. Н. Грабилин, Е. П. Горчаков, А. М. Выставкин, С. Г. Солдатёнков и Н. В. Фоломеева. Большой вклад в развитие павловопосадского краеведческого дела внёс В. Ф. Ситнов, одним из первых начавший выпускать краеведческие альманахи. В настоящее время краеведческими изысканиями занимаются такие энтузиасты, как Е. В. Жукова, Н. Н. Родина, В. В. Бычкова.
Одним из основных исследователей истории Павлово-Посадской земли в 1970-е годы был Сергей Николаевич Грабилин. Он был в числе инициаторов создания краеведческого музея, а также собирателей музейной коллекции.
Большое влияние на культурную жизнь города оказал Николай Михайлович Краснов, который начинал свою трудовую деятельность с должности старшего научного сотрудника краеведческого музея. Благодаря ему впоследствии был спасен от разрушения Дом Широкова, одна из главных достопримечательностей города.
Краеведческий музей в Павловском Посаде был открыт 5 ноября 1971 года и первоначально располагался в колокольне Воскресенского собора. На то время фонды музея составляли около 2 000 предметов, собранных благодаря стараниям местных краеведов.
Когда в 1996 году здания собора были переданы под управление Русской православной церкви, коллекции музея были временно перемещены в Павлово-Покровский дворец культуры. В скором времени музею было выделено отдельное здание, где, начиная с 1999 года регулярно пополняемые коллекции вновь стали доступны для посетителей.

## Фонды
На начало 2018 года в музее числилось 15 000 единиц хранения, из них 12 000 входили в основной фонд музея.

## Экспозиция
Постоянная музейная экспозиция включает следующие тематические коллекции:
- История Вохонского края с древнейших времён до образования Павловского Посада.
- Декоративно-прикладное искусство местных мастеров;
- Павлово-Посадские шали;
- История жизни православного праведника Василия Павлово-Посадского;
- Зал воинской славы, рассказывающий об участии павловопосадцев в Отечественной войне 1812 г., Первой мировой войне 1914—1918 гг. и Великой Отечественной войне 1941—1945 гг.;
- История Павлово-Посадской противопожарной службы;
- Коллекция советских плакатов;
- Нумизматическая коллекция, включающая монеты 50 стран мира.

Во дворе музея сооружен миниатюрная модель Эйфелевой башни, напоминающая о русско-французском акционерном обществе, открывшем в 1898 году на территории Павловского Посада крупную бумагопрядильную фабрику.

## События
Историко-художественный музей активно участвует в социокультурной жизни Павловского Посада. На территории музея регулярно проводятся лекции, конкурсы и мастер-классы. Ежегодно отмечаются следующие события (в порядке наступления с начала года): Международный день музеев, «Ночь в музее», День знаний, День России, День города Павловский Посад, Историческая реконструкция событий Отечественной войны 1812 г. «Вохонское сражение», «Ночь искусств», День открытия музея.